# Eurystyles rutkowskiana
Eurystyles rutkowskiana är en orkidéart som beskrevs av Dariusz Lucjan Szlachetko. Eurystyles rutkowskiana ingår i släktet Eurystyles och familjen orkidéer. Inga underarter finns listade i Catalogue of Life.